# Schoenobiblus amazonicus
Schoenobiblus amazonicus är en tibastväxtart som beskrevs av J.A. Steyermark. Schoenobiblus amazonicus ingår i släktet Schoenobiblus och familjen tibastväxter. Inga underarter finns listade i Catalogue of Life.